# Classis Germanica

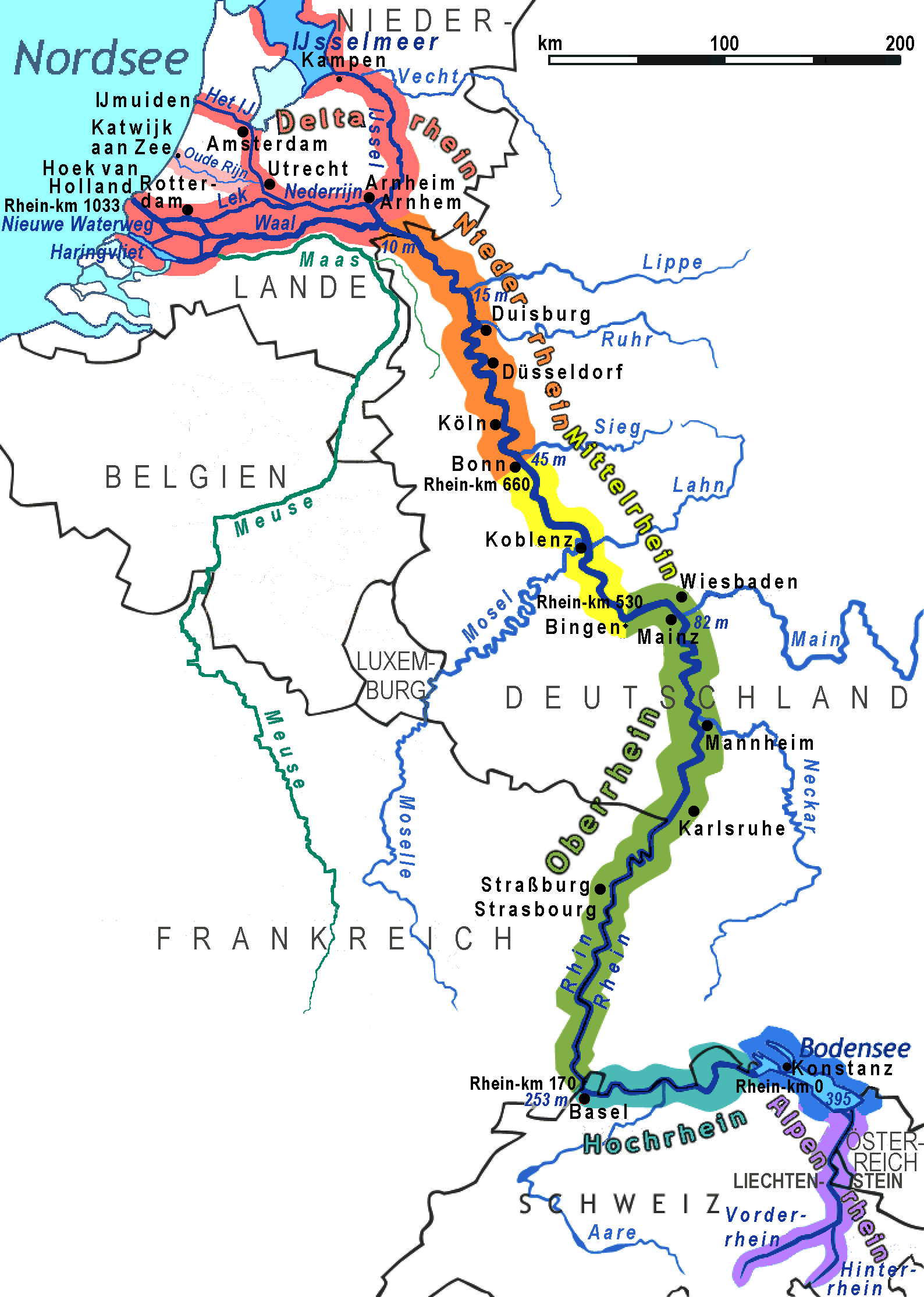
Le cours du Rhin.

La Classis Germanica, littéralement « flotte germanique », est une flotte navale provinciale de la marine militaire romaine opérant sur le Rhin dans les provinces de Germanie supérieure et de Germanie inférieure.

## Création et rôle
La flotte du Rhin est créée en 13 av. J.-C.. Elle est chargée de la surveillance du fleuve depuis le Vinxtbach jusqu'au golfe du Zuiderzee et aux côtes de la mer du Nord proches du delta Rhin-Meuse-Escaut, ainsi que des cours d'eau situés à droite du Rhin, afin d'assurer et sécuriser le transport et l'activité commerciale sur le fleuve. Un diplôme militaire romain de l'ère de Trajan, découvert aux Pays-Bas, mentionne la Classis Germanica, à côté d'une liste des troupes auxiliaires, et indique qu'elle dépend de l'armée de Basse-Germanie (Exercitus Germaniae Inferioris). On suppose que la flotte a subsisté jusqu'à la fin du IVe siècle.
La création de la flotte correspond à l'occupation romaine de la Germanie sous Auguste. Le commandement romain concentre alors les légions et les troupes auxiliaires sur le Rhin, la flotte prend part dès le début aux opérations de l'armée romaine et joue alors un rôle offensif. Ses missions vont évoluer avec les projets d'expansion sur la rive droite du Rhin de Tibère à partir de 17 apr. J.-C.

### IeretIIesiècles

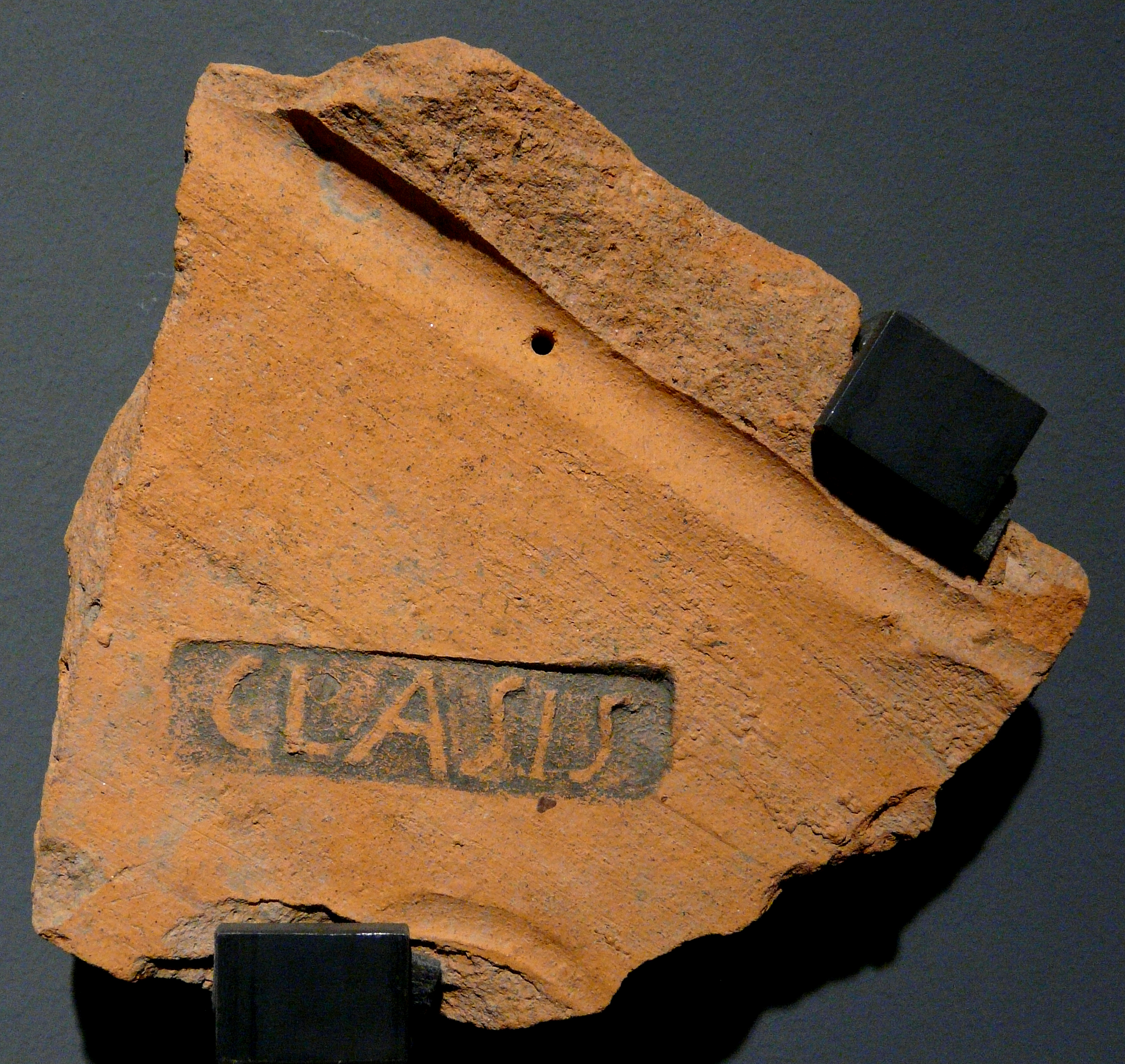
Tuile de toit portant l'inscription CLAS(S)IS, Novaesium, conservée au Clemens Sels Museum de Neuss.

Sous Auguste ont lieu plusieurs attaques massives contre les tribus germaines. On a connaissance de plusieurs débarquements importants sur les côtes de mer du Nord coordonnés avec les avancées des troupes terrestres. Quand débutent les campagnes de Drusus entre 12 et 9 J.-C., celui-ci fait progresser la flotte par le canal qui porte son nom creusé entre le Zuiderzee et la mer du Nord. Le canal permet à Drusus de gagner rapidement l'embouchure de la Weser pour soumettre les Frisons et les Chauques qui ne disposent que de barques taillées dans un tronc.
En 5 apr. J.-C, Tibère accède à l'Elbe en combinant ressources maritimes et terrestres quand sa flotte remonte le fleuve jusqu'aux environs de Lauenburg/Elbe pour rejoindre la troupe. La même année, les Romains parviennent jusque dans le territoire des Cimbres ; si le parcours exact n'est pas connu, on sait que les navires passent au large des colonnes d'Hercule (Herculis Columnae) d'Heligoland. Ils parviennent probablement jusqu'à la pointe de Grenen, car Pline l'Ancien mentionne un « cap des Cimbres » et les Cimbres séjournent alors encore dans le nord du Jutland. Le cap passé, les navigateurs trouvent une grande mer que, selon Velleius Paterculus, l'« on voyait en partie, [que] l'on connaissait par ouï-dire ». La présence d'une flotte romaine dans cette zone a pu jouer un rôle dans le refus des différentes tribus germaniques de se joindre à la coalition contre les Romains voulue par les Chérusques après la défaite de Varus.
En 15 apr. J.-C., une armée romaine commandée par Germanicus pénètre à nouveau en Germanie : la flotte débarque quatre légions à Rheine an der Ems qui se rendent sur les lieux de la bataille de Teutoburg afin d'inhumer les soldats tombés an l'an 9. Ce n'est qu'après de vifs combats que les légions parviennent à regagner leurs navires stationnés sur l'Ems. Un an plus tard, Germanicus entreprend une colossale opération navale : ses légats Silius, Anteius et Caecina mettent en chantier une flotte de plus de mille bateaux, dont des constructions particulièrement élaborées comme des barges de débarquement à fond plat avec gouvernail à la poupe et à la proue, des barges de transport (du type navis actuaria), des bateaux destinés au transport des chevaux de cavalerie, du matériel pour la construction de ponts, des vivres et de l'armement. Cette flotte forte de 8 000 hommes prend le départ au printemps de l'an 16.
Germanicus fait transformer deux îles Bataves (actuels Zuid-Beveland et Walcheren) en têtes de pont fortifiées pour servir de base aux incursions en territoire germain. De là, la flotte fait route vers l'embouchure de l'Ems où l'armée débarque près de l'actuel Jemgum et continue à pied. Après des combats en plaine à la bataille d'Idistaviso et au mur angrivarien (de) où sont vaincus les Angrivariens, Bructères et Chérusques, une partie de l'armée devait être ramenée à ses garnisons par la flotte, mais celle-ci fut décimée par une violente tempête sur le chemin du retour. Le navire de Germanicus s'échoue dans le territoire des Chauques mais le général romain en sort indemne.

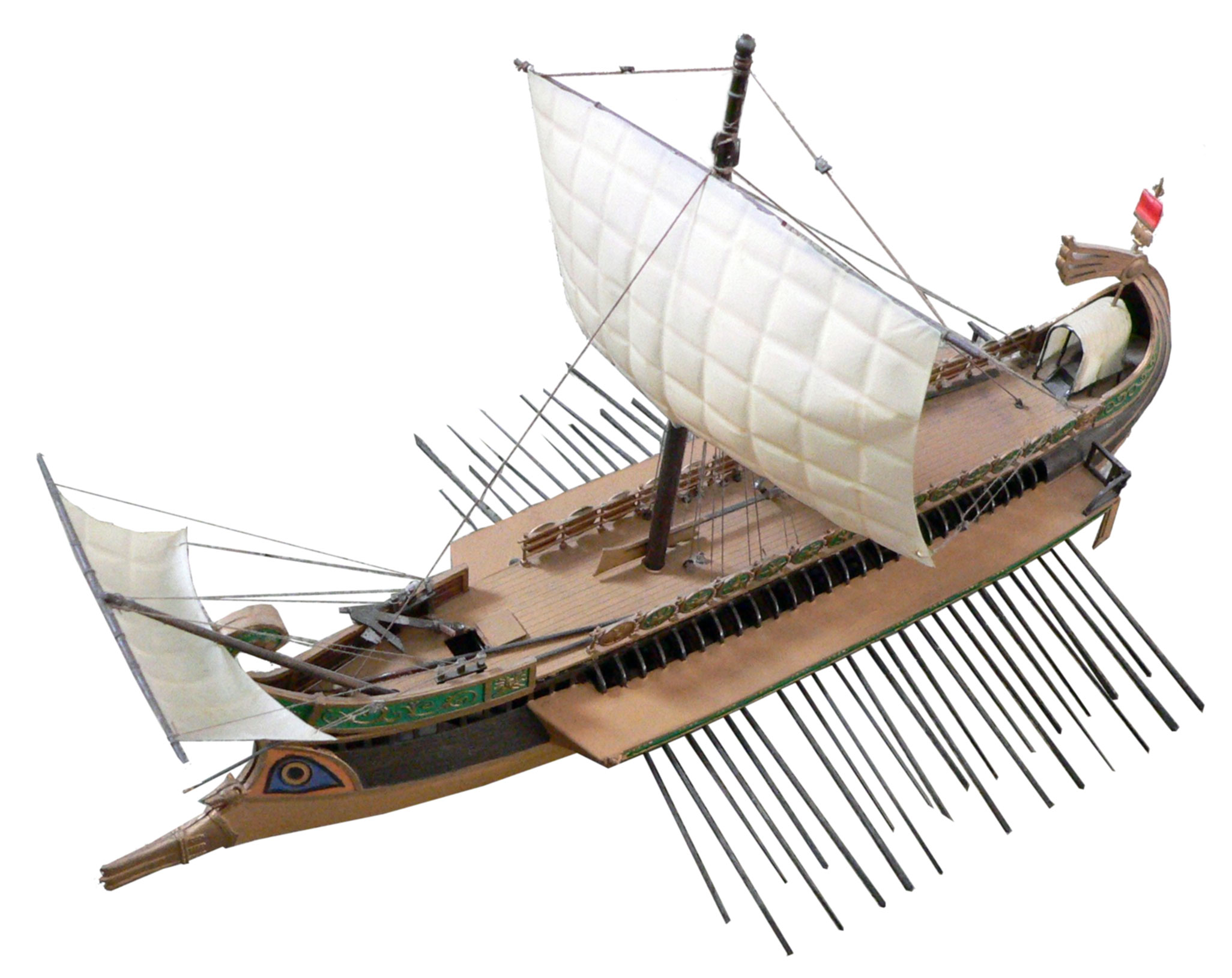
Maquette d'une trirème romaine.

En 28 apr. J.-C., Rome est confrontée à un nouveau soulèvement des Frisons : la flotte amène une armée dans la région à la rescousse de la base navale fortifiée de Flevum, mais elle ne parvient pas à vaincre les insurgés et l'Empire perd le contrôle de la côte de mer du Nord jusqu'à l'embouchure du Rhin. En 46 et 47, une tentative de soumettre les Frisons échoue à nouveau.
En 48 est creusé le canal de Corbulon par le général Cnaeus Domitius Corbulo : reliant le Vieux Rhin à l'estuaire de la Meuse, il est destiné au transport des troupes et des vivres.
En 68 et 69, alors que se déroule dans l'Empire romain une période de guerre civile, une révolte des Bataves menés par un des leurs, Caius Julius Civilis, se propage à toutes les tribus germaines rhénanes. Toutes les forteresses au nord de Mogontiacum (l'actuelle Mayence) sont assiégées ou détruites, les auxiliaires bataves au service des Romains désertent en nombre pour rejoindre les insurgés, le niveau des eaux du Rhin alors très bas limite la flotte dans ses déplacements : et pire encore, la flotte est piètrement commandée et s'avère incapable de secourir les places-fortes menacées. Parmi les légions envoyées pour mater la révolte, figurent les Légions I et II Adiutrix recrutées chez des marins. En 70, une escadre entière tombe par trahison aux mains des Bataves et est ensuite retournée contre les Romains.
En 89, une partie de l'armée de Rhin se mutine contre l'empereur Domitien. La Classis Germanica reste loyale au pouvoir en place et se distingue lors de l'écrasement des insurgés, ce qui lui vaut de se voir décerné le cognomen classis pia fidelis Domitiana.
Le bas-relief sur la colonne de Trajan commémorant la victoire sur les Daces (entre 101 et 106) montre que des éléments de flotte ont été impliqués. On connaît également une inscription mentionnant un dénommé Manlius Felix avec le titre de Praefectus classium Pannonicae et Germanicae, soit « amiral de la flotte de Pannonie et de Germanie », ce qui montre que les deux flottes relevaient d'un commandement unifié ; la réunion de deux unités géographiquement éloignées n'était alors pas rare.

### IIIeetIVesiècles

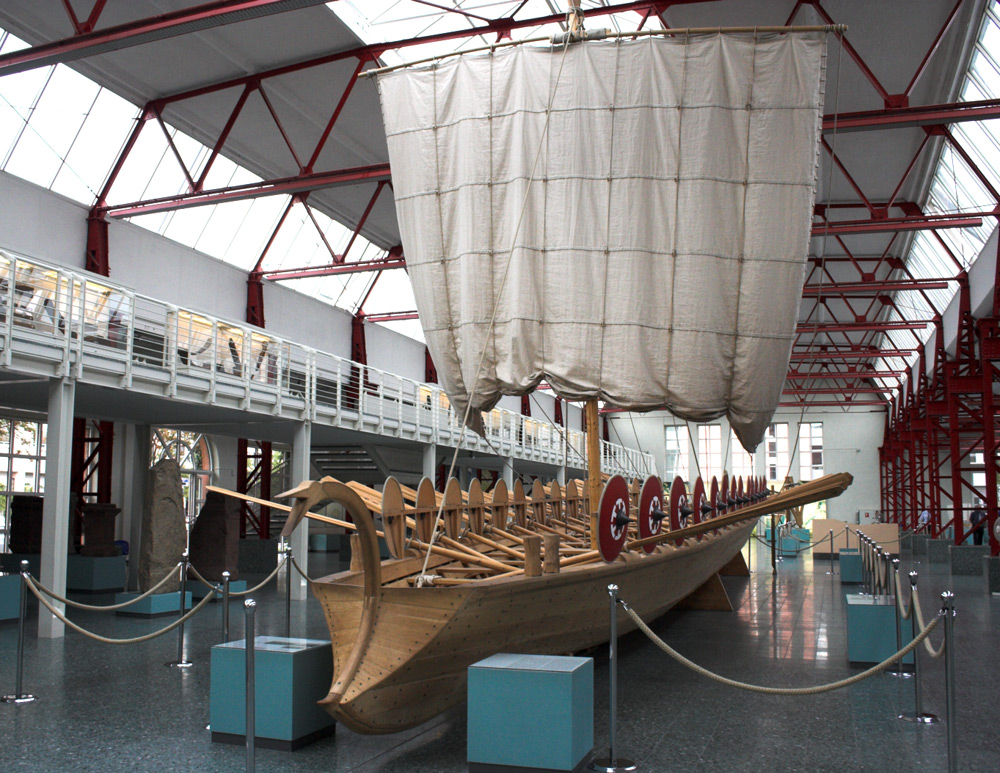
Reconstitution d'une petite galère Navis lusoria, musée de la Navigation antique, Mayence

Après la fin de l'Empire des Gaules et des incursions répétées de Francs, la Classis Germanica disparaît progressivement à partir de la fin du IIIe siècle, et les légions du Rhin entretiennent leurs propres flottilles (milites liburnarii). Les navires de guerre romains ne sont mentionnés à nouveau qu'en 206 quand des Germains parviennent à incendier plusieurs modèles du type Navis lusoria.
En 298, Constance Ier mobilise la flotte du Rhin contre les Alamans qui se sont emparés d'une île du fleuve. Son fils Constantin Ier modernise la flotte et généralise l'emploi du navis lusoria afin de pouvoir mener des opérations jusqu'au Rhin supérieur. En 306, Constantin fait passer le Rhin à ses troupes et dévaste le territoire des Bructères, une nouvelle incursion a lieu en 313.
En 355, Julien est nommé César en Gaule. Sous son règne, la flotte est utilisée à plusieurs reprises pour des opérations de protection et de franchissement du fleuve. En 356-357, des combats pour repousser les Germains ont lieu sur le Rhin et le Main. À l'hiver 357-358, les troupes de Julien encerclent une forte troupe de pillards francs sur une île de la Meuse : les petites galères romaines parcourent alors sans cesse le fleuve en tout sens pour prévenir la formation durable d'une couche de glace et empêchent ainsi les Francs de s'échapper à pied : ceux-ci se rendent après deux mois de siège. En 359, une escadre de 40 navires est mobilisée contre les Alamans.
Les Romains réussissent à garder la flotte opérationnelle jusqu'au règne de Valentinien Ier. La protection des zones frontalières évolue, s'appuyant en grande partie sur une flotte du Rhin désormais répartie sur des bases fluviales le long de la rive gauche s'appuyant sur de nombreuses forteresses. Les navires de guerre patrouillent constamment sur le fleuve depuis ces bases. On édifie à cette époque des ports et des forts à Spire (Noviomagus), à Worms (Borbetomagus), et à Altrip, et sur la rive droite le Burg Stein, à Mannheim Neckarau et Lopodunum. Les invasions récurrentes ne cessent pas pour autant, comme en témoignent les inscriptions votives trouvées le long de la frontière. Après les incursions des Vandales, des Suèves et des Alains au début de l'an 407, la flotte disparaît définitivement.

## Stratégie
Un des rôles de la Classis Germanica est de garantir le trafic fluvial sur le cours du Rhin, à l'Escaut, à la Meuse, à leurs affluents et à la façade maritime au nord. Avec l'abandon du projet de conquête d'une Germania Magna sous Tibère, ses missions se concentreront sur la surveillance par des patrouilles quotidiennes. Peu à peu, les interventions sur la côte de mer du Nord se raréfient. Une autre mission, primordiale depuis les campagnes de Drusus, est l'approvisionnent en matériel et denrées des forteresses et ports fortifiés qui s'échelonnent le long du fleuve.
Au début de la dynastie des Flaviens à la fin du Ier siècle, la frontière du Rhin est stabilisée. Les équipages de la flotte assurent leur mission de patrouille, mais sont désormais aussi consacrés au transport de matériaux de construction : le fret est nettement avantageux, environ 1/6e du coût par la route. En témoignent des tuiles retrouvées dans les actuel Pays-Bas, des inscriptions votives provenant de carrières du Brohlbach (de) et des Siebengebirge, et une inscription en hommage à Antonin le Pieux témoignant de transport de matériaux sur des bâtiments de la Classis Germanica pour la construction du forum de Xanten .
Les années 270 voient disparaître la flotte traditionnelle, dont le domaine d'intervention restait surtout la Basse-Rhénanie. L'abandon par les Romains des champs Décumates et les menaces qui planent sur le Danube et le Rhin modifient les choix stratégiques. Concentrer les forces de la flotte à certains endroits n'a plus de sens, les zones du fleuve qui doivent être surveillées s'étendent maintenant aux affluents provenant du Barbaricum. Contrairement au Haut-Rhin et au Rhin moyen, le cours sinueux du Rhin moyen et les vastes prairies qui le bordent rendent inefficace une surveillance depuis des forteresses. Ce n'est que par une présence militaire constante sur le fleuve et sur ses rives que les forces romaines peuvent s'adapter à une situation nouvelle.
Le rayon d'action quotidien des bâtiments de combats de la flotte est de 15 km, la distance moyenne entre les forteresses en moyenne entre 15 et 30 km. En naviguant en aval, un navis lusoria peut rejoindre un point stratégique en 75-150 minutes, en amont cela prend 2 à 4 heures. Quand les messages d'alerte circulent correctement, l'appareillage et l'intervention de quatre bateaux de patrouille ne prend que quelques heures, et au début de la bataille, les Romains sont en mesure d'engager une centaine de liburnes et d'acheminer des troupes en nombre pour une intervention à terre. Les tribus germaines assaillantes ne possèdent pas de bâtiments équivalents.
Les naves lusoriae ont l'avantage d'avoir un fond plat qui permet aux éclaireurs d'explorer les affluents situés en plein territoire germain, affluents fréquemment utilisés par l'ennemi pour lancer une attaque, et ainsi de signaler au plus tôt l'offensive en préparation. L'armée romaine tire aussi parti de la configuration des lieux, les marécages et zones humides du Rhin-moyen et les méandres des nombreux affluents, qui rendent ardue l'approche de la frontière. Et dans le cas où l'attaquant a réussi à parvenir à son objectif, il est parfois possible de le surprendre alors qu'il revient de pillage et de récupérer le butin.

## Composition de la flotte

### Commandement et équipages

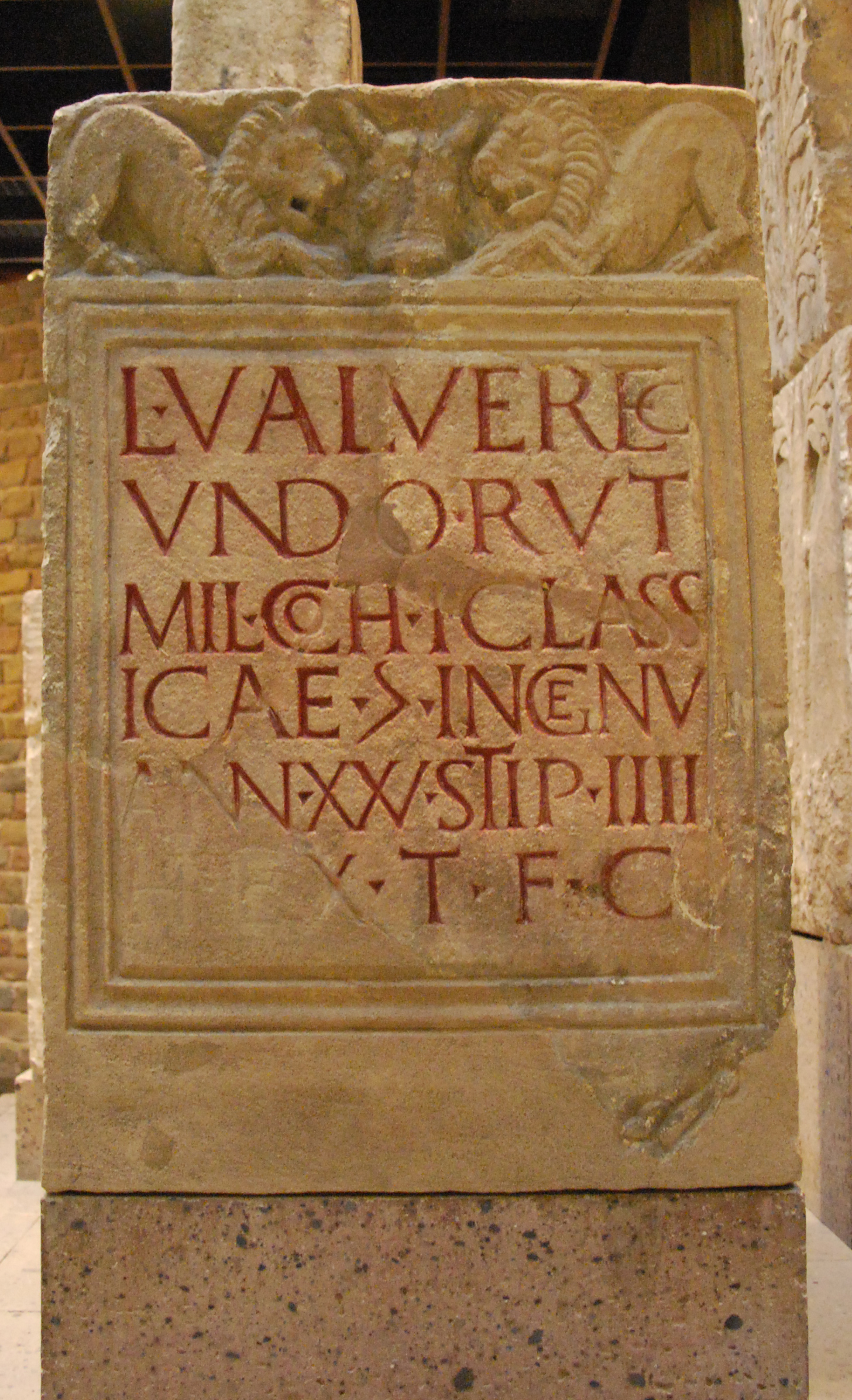
Stèle funéraire du matelot L. Valerius Verecundus, mort en service au fort de Cologne-Alteburg, Ier siècle, exposée au musée romain-germanique de Cologne.

On sait peu de choses de la chaîne de commandement de la flotte. Le haut-commandement était confié à un praefectus classis de la noblesse, subordonné à un gouverneur de province (à titre d'exemple, on peut mentionner Pertinax qui, avant de devenir empereur, est préfet de la flotte du Rhin en 168). Chef d'État-major, il est assisté par un sous-préfet (subpraefectus). Le rang subordonné suivant était celui du praepositus classis, une flotte en comportait généralement deux. Il arrivait qu'il soit confié à celui-ci le commandement d'une unité. Chacun de ces officiers supérieurs dispose de son propre état-major et d'adjudants. À la tête de chaque flottille peut-être nommé, si besoin, un nauarchus princeps ou nauarchus archigybernes d'un rang comparable au de vice-amiral. Au IIIe siècle est créé le rang de Tribun de la flotte (tribunus classis), aussi nommé plus tard tribunus liburnarum (tribun de vaisseaux de guerre).
L'équipage d'une trirème (classiari, classici) est composé des officiers (trierarchi), des rameurs (remiges) et d'une centurie de matelots (manipulares liburnarii, milites liburnarii) à quoi s'ajoute l'infanterie de marine. Leur service militaire est de 26 ans (contre 20 à 25 ans pour les légionnaires), puis 28 ans à partir du IIIe siècle, voire plus dans certains cas. Une fois libérés du service (Honesta missio (en)), ils perçoivent de l'argent ou reçoivent une terre, et généralement la citoyenneté romaine s'ils étaient peregrini (étrangers) quand ils ont intégré l'armée. Le mariage ne leur est autorisé qu'après l'accomplissement de leur service actif.
Au Ier siècle apr. J.-C., la plupart des membres d'équipage sont encore issus des pays où ils ont été enrôlés. En Basse-Germanie, la plupart vient de Gaule, d'Hispanie et des Balkans. Les troupes auxiliaires, elles, comptent à partir du IIe siècle de plus en plus d'éléments germains et gaulois. Aux IIe et IIIe siècles, comme le service naval est peu apprécié des soldats romains, les équipages comportent un grand nombre d'affranchis (liberti), majoritairement originaires de l'est de l'empire. Une inscription à Cologne témoigne de la présence de matelots grecs : « Lucius Octavius, fils de Lucius, d'Elaia, barreur, 58 ans, 34 ans de service, est enterré ici. Dionysius, fils de Plesharche, de Tralles, a posé cette stèle en mémoire de ses mérites ».
Au début de l'Empire, la flotte est partie intégrante de l'armée romaine du Rhin. Les soldats romains peuvent donc être mutés dans la flotte comme milites classiari, comme c'est le cas en Germanie supérieure. Des indices indiquent que plus tard, dans les provinces germaines, les légions disposaient de leur flotte (liburnarii), bateaux et chantier naval.

### Navires
La flotte du Rhin dispose de bateaux de fret (Navis actuaria (en)), de radeaux, de navires légers pour la patrouille ainsi que quelques bâtiments lourds destinés au combat. Ils peuvent être à voile ou propulsés par rames. Aux Ier et IIe siècles, les bâtiments les plus courants sont les birèmes ou liburnes comportant deux rangées de rameurs, à l'origine utilisés par les pirates illyriens. Ils sont rapides, maniables et pourvus d'un éperon à la poupe. Les liburnes font environ 21 mètres de long, 3,30 mètres de large et ont un tirant d'eau de 0,7 mètre. L'équipage comprend 44 rameurs, 4 matelots et une unité d'infanterie de marine de 16 hommes. On a connaissance de trirèmes, d'une forme comparable aux liburnes mais de plus grande taille et pourvues d'une troisième rangée de rameurs.

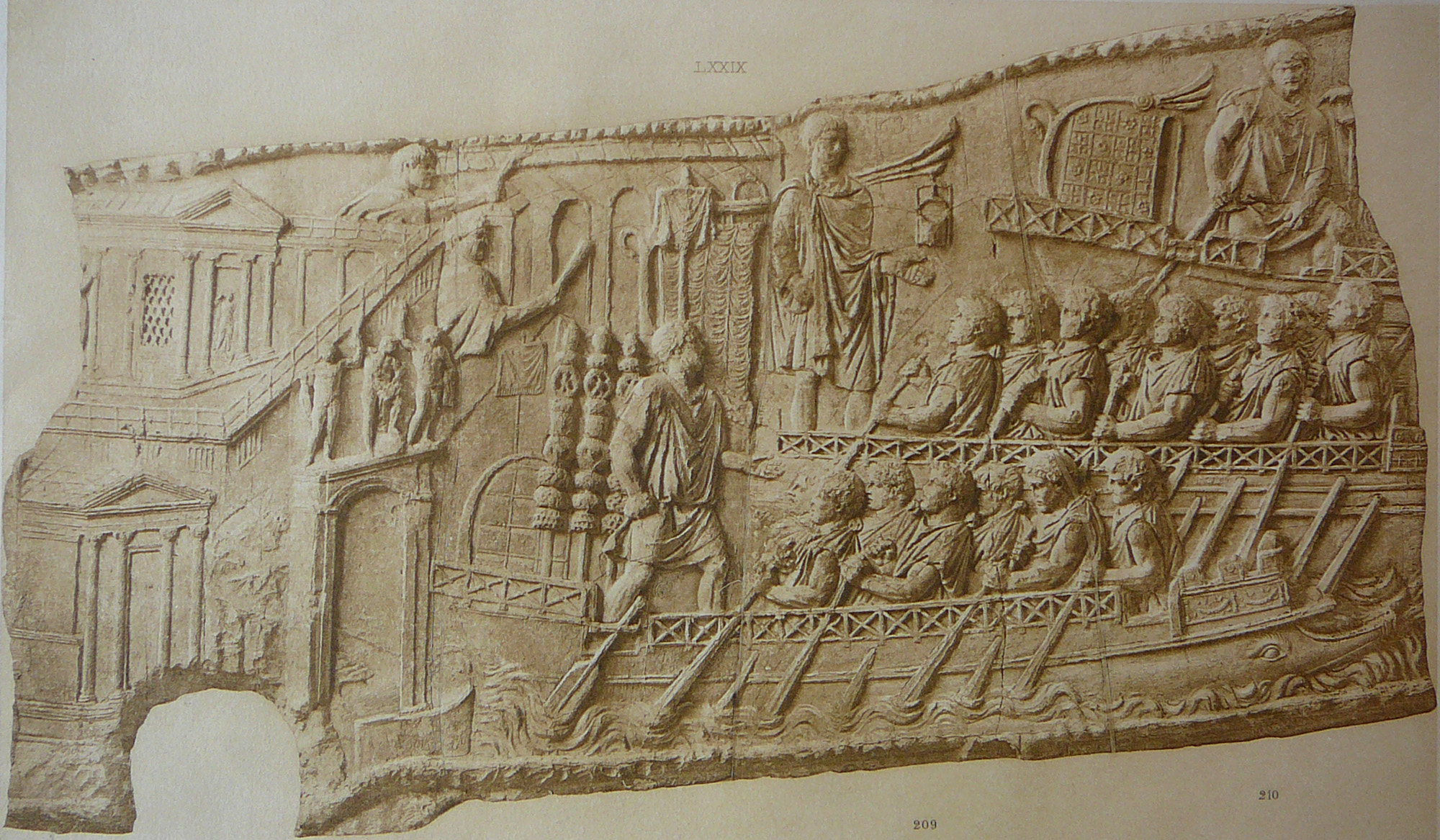
Birème romaine, sur un fragment provenant de la Colonne de Trajan.

Les bateaux et radeaux destinés au transport, selon les découvertes faites à Zwammerdam, pouvaient mesurer jusqu'à 30 mètres de long. Les restes de navires découverts sur le Rhin et dans le lac de Neuchâtel montrent l'utilisation de prames, de grandes embarcations carrées pourvues d'un mat, de faible tirant d'eau, capables d'embarquer des charges jusqu'à 30 tonnes.
À partir du IIIe siècle, l'essentiel de l'action militaire est assuré par les naves lusoriae, petites embarcations maniables qui opèrent depuis les forteresses installées sur la rive et depuis les tours de guet. Ce sont des bateaux étroits, à fond plat, pouvant mesurer plus de 20 mètres de long, pourvus d'une trentaine de rameurs, et auxquels on peut si besoin ajouter un mat, bien que l'absence de quille rendent la navigation à la voile particulièrement ardue. La découverte de la tombe d'un marchand de vin à Neumagen, datant de 220 apr. J.-C., montre que ce type de bateau est également utilisé pour le transport de marchandises.

### Infrastructures: forteresses et ports

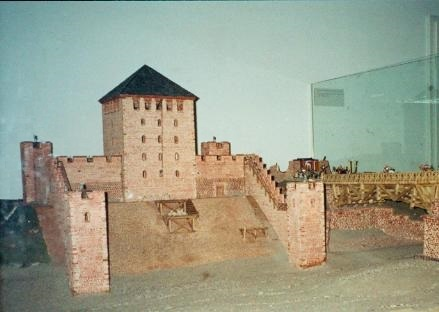
Reconstitution de la forteresse de Ladenburg.

Le quartier général de la Classis Germanica se trouve d'abord à Vetera (de) (Xanten), puis à la forteresse d'Alteburg (de) (Marienburg, aujourd'hui un quartier de Cologne). La métropole de Basse-Germanie, Colonia Claudia Ara Agrippinensium (CCAA), est la capitale de la province, un centre économique et un port d'importance pour les importations et exportations. D'autres sites portuaires sont identifiés, comme Mogontiacum (actuelle Mayence), Spire et la forteresse Batavia à Passau.
Après la bataille de Mursa en 351, le port de Mayence, Mogontiacum, est consolidé et devient un des ports de guerre majeurs de la flotte, notamment au milieu du IIIe siècle quand le Rhin devient la frontière de la province Germanie première. La refonte de l'organisation de la flotte survenue à la fin du IVe siècle n'est alors possible qu'avec des forteresses et des ports sécurisés régulièrement espacés le long du fleuve, particulièrement dans le Rhin moyen. Il est supposé que l'ensemble des fortifications édifiées sur la rive gauche entre Bingen et Bonn sont le résultat d'un projet de construction global élaboré à l'époque des fils de Constantin (aux environs de 320-350).
Sites identifiés
| Nom latin                      | Localité actuelle proche                                                     |
| Vetera castra (de)             | Xanten (Quartier général jusqu'en 50)                                        |
| Colonia Claudia Agrippinensium | Forteresse navale d'Alteburg (de) (Quartier général, navalia à partir de 50) |
| Aliso                          | Haltern am See (au bord de la Lippe)                                         |
| Antunnacum (de)                | Andernach                                                                    |
| Argentoratum                   | Strasbourg                                                                   |
| Bingium (de)                   | Bingen                                                                       |
| Bonna                          | Bonn                                                                         |
| Confluentes                    | Coblence                                                                     |
| Lugdunum Batavorum             | Katwijk-Brittenburg (embouchure du Rhin)                                     |
| Mogontiacum                    | Mayence                                                                      |
| Nigrum Pullum                  | Près de Zwammerdam                                                           |
| inconnu                        | Rumst                                                                        |
| inconnu                        | Forteresse près de Juliers                                                   |
| inconnu                        | Forteresse près de Jemgum                                                    |
| Novaesium                      | Neuss                                                                        |
| Noviomagus Batavorum           | Nimègue                                                                      |
| Noviomagus Nemetum             | Spire                                                                        |
| Praetorium Agrippinae          | Valkenburg                                                                   |
| Traiectum                      | Utrecht                                                                      |